# Felder See (Kreis Rendsburg-Eckernförde)
Der Felder See ist ein etwa fünf Hektar großer See im Kreis Rendsburg-Eckernförde im deutschen Bundesland Schleswig-Holstein, südlich der Ortschaft Felde.